# Holika Festival
El Holika Festival es un festival de música que incluye géneros de música electrónica, urbana y latina que se lleva celebrando cada verano desde el año 2017 salvo en 2020 y 2021 a consecuencia de la pandemia. Tiene lugar el fin de semana previo a la festividad de San Fermín de Pamplona (Navarra). El Holika Festival, se caracteriza por su gran afluencia de jóvenes de todas las provincias españolas. La última edición (2024) se celebrará en Calahorra (La Rioja).
El Holika Festival se ha convertido en uno de los referentes de la temporada estival nacional. De hecho, se trata de uno de los más multitudinarios del país.

## Historia
El festival Holika nace en el año 2016, y tiene lugar el 1 de julio de 2017. Nace con la intención de hacer convivir en un mismo espacio diferentes formas de ocio, reforzando el músculo turístico de la Ribera Navarra.
En su primera edición, celebrada el día 1 de julio, congregó a más de 9.000 espectadores. En su segunda edición el 30 de junio de 2018, el festival se consolida y vuelve a congregar a más de 9.000 personas nuevamente.
La tercera edición de Holika, celebrada del 27 al 29 de junio de 2019. Más de 40 horas de música ininterrumpida después, Holika Festival puso el broche de oro a su tercera edición en la localidad navarra de Cortes. Más de 25.000 personas pasaron durante las tres jornadas por el recinto de festivales para disfrutar de un cartel que ha reunido a más de una veintena de artistas nacionales e internacionales. En su jornada final, que tuvo lugar este sábado, C. Tangana, Lola Índigo y Don Patricio fueron los grandes protagonistas.
Pese a la situación extraordinaria vivida por la ola de calor, Holika Festival cerró su tercera edición sin ningún tipo de sobresalto destacable. El refuerzo en las medidas de prevención tomadas por el festival y la colaboración del pueblo evitó cualquier tipo de emergencia. Entre los días 27 y 29 de junio el pueblo de Cortes acogió entre sus calles asistentes provenientes de todas partes de España y de algunos países del extranjero como Inglaterra, EE. UU., Francia o Italia. Con ello el pueblo experimentó un impacto económico de más de un millón de euros.
Una vez confirmado el éxito, Holika Festival empieza ya a preparar una cuarta edición donde después del gran salto cualitativo experimentado que se celebrará del 2 al 4 de julio de 2020 en Calahorra (La Rioja).
Tras dos años de pandemia en los que las ediciones de 2020 y 2021 se aplazaron con motivo de la expansión de la COVID-19, Calahorra vive la IV edición del festival Holika. Una cita de tres días de música ininterrumpida en los que Calahorra aumentó hasta en un setenta por ciento su población. La acogida por parte de los asistentes, instituciones y la propia ciudad de Calahorra «ha marcado un precedente, convirtiendo esta edición en inolvidable para todos». El evento cerró su cuarta edición en la madrugada del sábado 2 de julio, tras tres días de música en directo que sirvieron para que se consolidase como la cita musical de referencia para la Generación Z en el norte de España. Confeti, fuegos artificiales y una puesta en escena impresionante actuación tras actuación. Más de cien horas de música en directo repartidas en dos imponentes escenarios y fiesta sin interrupción en la zona de acampada y de glamping, que contó también con su propio escenario. Así, en total fueron más de 80.000 metros cuadrados destinados a acoger el recinto de Holika 2022.
La organización del festival Holika en su V (Quinto) Aniversario en 2023, celebrado durante los últimos cuatro días en Calahorra, ha considerado que esta edición ha sido un éxito, con la asistencia de más de 80.000 “Holikers”, congregados en los siete emplazamientos previstos y quienes han disfrutado de más de 110 horas de música ‘mainstream’ de distintos géneros, Luis Miguel López, propietario de una de las empresas responsables de la organización del festival, ha asegurado a EFE que el Holika “ha sido todo un éxito”.
“Al aumentar la inversión, también se ha podido aumentar el personal contratado, pero todo el esfuerzo ha valido la pena y el resultado ha sido inmejorable”, ha añadido López, con satisfacción nada más finalizar la función de Kabasaki, que ha puesto fin al Holika V Aniversario.
Holika ha superado con creces todas sus expectativas y se ha consolidado en esta edición como uno de los mejores festivales en los que disfrutar de artistas nacionales e internacionales dentro del panorama español, cumpliendo, así, con las etiquetas que le han catalogado como el mejor del norte de España.
El evento, que ha festejado su quinto aniversario y ha contado con un presupuesto superior al de anteriores ediciones, más de 2,5 millones de euros, ha estructurado su área de expansión en tres zonas, donde, según la organización, se han congregado casi 80.000 personas a lo largo de todo el festival.
Un espacio para los conciertos, con el escenario principal y más grande “Negrita” y uno secundario “Cutty Shark”; el terreno de acampada, que se dividía en Arcadia, Traiana y la zona de glamping; y una tercera zona con actividades paralelas en el complejo de La Planilla y el Paseo del Mercadal, donde cada mañana se ha disfrutado de una “pool party” (una fiesta en la piscina), amenizada con la música de DJ locales en crecimiento.
La VI (sexta) edición del festival Holika, celebrada en 2024 en Calahorra, se ha consolidado como una de las citas más impresionantes y memorables del panorama musical en España. Durante cuatro intensos días, más de 80.000 "Holikers" se dieron cita en un despliegue sin precedentes de música, arte y experiencias únicas que marcaron un antes y un después en la historia del festival. Con más de 150 horas de música ininterrumpida y un elenco estelar de artistas nacionales e internacionales, Holika 2024 no solo cumplió con las expectativas, sino que las superó de manera espectacular.
El festival se estructuró en cuatro áreas principales que cautivaron a los asistentes: el gigantesco y renovado escenario principal "Negrita", donde los cabezas de cartel ofrecieron actuaciones que dejaron huella; el escenario secundario "Cutty Shark", donde tuvieron cabida talentos emergentes y géneros alternativos; el renovado espacio de acampada, dividido en zonas como Arcadia, Traiana y la exclusiva área de glamping; y una zona de actividades en el corazón del Paseo del Mercadal, que ofreció desde fiestas matutinas en la piscina hasta sorprendentes performances visuales que enriquecieron la experiencia.
Holika 2024 ha superado todas las marcas anteriores, consolidándose definitivamente como uno de los festivales más relevantes del norte de España y del circuito europeo. Los organizadores han afirmado que este ha sido el mayor éxito hasta la fecha, elevando el festival a una liga superior, con una fusión perfecta entre la mejor música, la energía de sus asistentes y una producción sin igual.

## Ediciones
| Año  | Imagen | Visitantes | Fecha                       | Headliners |
| ---- | ------ | ---------- | --------------------------- | --- |
| 2024 |        | + 80.000   | 26, 27, 28 y 29 de junio    | DEI V, Btriz, Chimeno, Fabbio, JC El Diamante, Julieta, Rosa Pistola, Yeico X Toni, Zakyo, MYKE TOWERS, ALVARO DÍAZ, PAOPAO, Aleesha, Alvama Ice, Bon Calso, Dollar Selmouni, Hard GZ, Kabasaki, Lennis Rodríguez, Selecta, Soge Culebra, Steve Lean, ANGERFIST, SKRYPTION, Bastet, Blondex, Davo Black, Dok & Martin, Garabatto, Monchu, The Whistlers, JHAYCO, TAINY, Abhir, Almacor, C Marí, Daniela Garsal, José De Las Heras, La Pantera, Lia Kali, Lucho RK, OMGisneff, Orslok, STELLA BOSSI, DEXPHASE, JULIET FOX, Alex Now, Diego González, Ludovic QuaJ, Parkineos, TAAO, BRYANT MYERS, JC REYES, FUNZO & BABY LOUD, Alex Martini, Ballesteros, Cero, El Ima, J Abecia, Joana Santos, Leiti, Nerve Agent, TWENTY SIX, Alexander Som, Amygdala, Darío Núñez, DBasser, DGrace, Iva Dive, Javi Colina, Machin, Michenlo, Omar Svenson, Oscar Madrid, Vitri Vitoli |
| 2023 |        | 80.000     | 28, 29, 30 junio 1 julio    | Eladio Carrión, Mora, Saiko, Justin Quiles, Chimbala, Lyanno, Rels B, Tokischa, Ryan Castro, Emilia, Lit Killah, Andres Campo, Marco Faraone, T78, Kobosil, Sara Landry, Waff, Carmen de la Fuente, Facundo Majdalani, Tallarina On Tour, Alex Martini, Arce, Hard GZ, Jose de las Heras, Los Xavales, MIranda, Parkineos, Young Cister, Carla Frigo, Essan, J Abecia, Juliann James, Nojo, Rorro, Safree, X.U.N.E, Al Safir, Ambkor, Ballesteros, Ezvit810, Gloosito, Jarfaiter, Juicy Bae, Nickzzy, Pole, Rosa Pistola, Barbara Lago, Blondex, Dok & Martin, Faxu, Keey C, Ly Raine, MDA, Orslok, Padilla, Alvama Ice, Cano, Denom, Fusa Nocta, Jaime Lorente, Kabasaki, Maria Escarmiento, Samurai, Alexander Som, Chris Daniel, Cris Ocaña, Dario Núñez, Diego Gonzalez, Javi Colina, KG970, Laura West, Michenlo, Mendez, Rico Rosa, TAAO, Vitri Vitoli |
| 2022 |        | 55.000     | 29, 30 junio 1 y 2 de julio | Nicki Nicole, Trueno, Juan Magan, Cali y el Dandee, Eladio Carrion, MAIKEL DELACALLE, Morad, RVFV, Funzo & Baby Loud, Rojuu Ms Nina, Beny Jr, Lérica, Delaossa, Xriz, Cloonee, Carnage, Hard GZ, BISCITS, Wade, Neto Peña, Polimá Westcoast, Nyno Vargas, Ambkor, Lefty SM Luna Ki PTAZETA The Albany Ramiro Lopez L-Gante Miguel Bastida Yoss Bones, Danny Romero Lennis Rodríguez Moonkey Aleesha Ezvit 810 Toser One Leïti Sene Dudi Santa Salut Gordo Paula Cendejas La Pantera Khan DobleL Adapter ZETAK Blanco 43720 Sofia Gabanna Drea Awwz Jaime Lorente Ante ciento veinte paskman Lexlay MIANE TAAO KROSS Blessed013 C.R.O (MDB) Javi Colina Blanca Ross Melanie Ribbe Two Houses Albert Gonzalez El Alquimista Alzada Federico Gardenghi Viviana Casanova, Ocer y Rade, Alex Martini Tatiana Delalvz Kai Nakai Albany (ES) Taao Miss Raisa Shack Rose Alvaro AM jose am Fran DC Casual Dj's Familia Alzada Keymass & Bonche cris ocaña Dj Ballesteros José de las Heras Juliann James sara krin Ballesteros chris damon The Dj Boys Bianca Lif Blanco43720 XUNE Ante 120 Artista Sorpresa Khan DobleL L Gante Tatiana Delalyz MARLENA (ES) carmen de la fuente Bonche rich dubaly |
| 2019 |        | 25.000     | 27, 28 y 29 de junio        | C. Tangana, Alfred García, Lola Índigo, Don Patricio, Bad Gyal, Technasia, Danny Romero, Maikel Delacalle, Fernando Costa, Andrés Campo, Xriz, Zazo&Gxurmet, Soge Culebra, Ocer y Rade, Chelina Manuhutu, Blanca Ross, George Privatti, Albert Gonzalez, Javi Colina, Garabatto, Artistas del Gremio, Adrian Fyrla, Álvaro Ruiz x Menealo, Ballesteros, Dance Arkadia, Raul Pacheco, Alex Melero, F3LY, J.Beren, JuanjoGarcía, Juan P, Juanra B2B Fernando Vela, Mikel Lombarte, Mikel Almaraz, Marcos Gutiérrez B2B Alarcón (Achomami DJ Set), Carlos Pérez, Darío Nuñez, David MK, Quoxx, Tatiana Cabezas, Victor G, Carlos M, Iñaki & Cache Jr, Iñigo Pérez B2B Edgar Ochoa, Javier Alberdi, Mikel Carvalho |
| 2018 |        | +9000      | 30 de junio                 | Natos y Waor, Kidd Keo, Brian Cross, DJ Nano, Recycled J, Javi Reina, Dario Núñez, Cabronazi, Javi Colina, Mikel Sevillano, De La Calle, Dubi, Erik Ainzua, Quadrophilia, Mikel Almaraz, Mi Primo El Chicharachero, Iñigo Perez & Edgar Ochoa, Juan P x Alberto Rodrigo, NextGSquad, Fatima Hajji, Guille Placencia, Hofe x Nibbass, La Chapa, Ballesteros, Santi Bertomeu, Elisa Poelmans, Anderson Jovani, Joseba Guerrero, El Fingers, Fayeminkuu, Marktore, David Ibero, Fernando Eme, Fernando Vela & Juanra, Iñigo Perez & Edgar Ochoa, Javier Alberdi, Tallarina on Tour, Santi Bartomeu (DJ) |
| 2017 |        | ca. 9000   | 1 de julio                  | Henry Mendez, Arkano, Fonsi Nieto, Tallarina on Tour, Santi Bartomeu, Zasko, Juan P, Victor Coloma, Ernesto C, Mikel Sevillano, Alex Watkinson, Ruben Barcelona, Mario Cornago, Herederos del Gremio, Space of Tomorrow, Alberto Rodrigo, Erik Ainzua, Gekko 420, DJ Lento, Hofe, F3LY, EYMCIO4, |